# Остров изгоев
«Остров изгоев» (фр. Soudain seuls) — художественный фильм режиссёра Тома Бидегена. Экранизация романа Soudain, seuls Изабель Аутисье 2015 года. Главные роли в фильме исполнили Мелани Тьерри и Жиль Лелуш. Премьера состоялась в 2023 году.

## Сюжет
Супруги Бен и Лора решили совершить кругосветное путешествие и отправились на необитаемый остров, находящийся между Антарктидой и Южной Америкой. Там они исследовали местность и вскоре заметили приближающийся шторм. Отправившись на поиски своей яхты, которая исчезла в океане, они оказались запертыми на острове и должны суметь выжить с наступлением зимы.

## В ролях
- Мелани Тьерри — Лаура
- Жиль Лелуш — Бен

## Производство
В конце июня 2021 года стало известно, что Джейк Джилленхол и Ванесса Кирби получили роли в триллере о выживании под названием «Suddenly», первом англоязычном фильме Тома Бидегейна, который также напишет сценарий на основе французского романа «Soudain, seuls» яхтсменки Изабель Аутисье. В романе рассказывается о паре, чьё путешествие мечты превращается в кошмар, когда они оказываются на острове в Южной Атлантике, где им предстоит бороться за выживание.
В июле Джейк Джилленхол и Ванесса Кирби прибыли в Исландию для подготовки к съемкам. Однако сотрудничество между актёром и режиссёром Томасом Бидегейном оказалось сложным, особенно во время съёмок: Джейк Джилленхол критиковал «каждую сцену, каждую строчку диалога, каждую запятую». Производство было остановлено через четыре дня.
В сентябре 2021 года съемки «были отложены», как сказал Лейфур Б. Дагфиннссон. Продюсер из компании Truenorth добавляет: «Мы планируем возобновить этот проект в следующем году и снимать следующей весной». В то же время начались поиски нового актёра на замену Джейку Джилленхолу.
В мае 2022 года Variety сообщило, что Джейк Джилленхол больше не заинтересован в проекте и что, по словам Алена Атталя, Тома Бидегейн переписывает сценарий с Валентином Монтейлем, потому что ему "интересно писать этот проект с женщиной-сценаристом "9. Ален Атталь заявил, что фильм будет иметь феминистскую направленность и станет «первым французским фильмом о выживании», заверив, что компании Trésor Films и Studiocanal по-прежнему являются продюсерами фильма, совместно с True North Productions.
В какой-то момент Джейк Джилленхол выразил заинтересованость в покупке прав на фильм. Тома Бидегейн согласился, но продюсер Ален Атталь отказался и решил снимать фильм на французском.
В мае 2022 года Жиль Леллуш и Мелани Тьерри сменили на главных ролях Джейка Джилленхола и Ванессу Кирби. Тома Бидегейн предложил Жилю Леллушу роль Бена: «Этого персонажа нужно было спустить с максимально возможной высоты. Я также хотел использовать это в Жиле, актёре, находящемся на пике своего мастерства и популярности», — объяснил он в интервью. Что касается Мелани Тьерри, то сценарист, давно знакомый с ней, предложил ей роль Лауры, потому что, по его мнению, «она настоящая артистка, (…) жёсткая (…), сила, которую она не обязательно демонстрирует, но которая почти противоречит её внешности, её красоте», — объясняет он, добавляя: "Моя задача состояла в том, чтобы использовать разные грани её личности. Её интровертную сторону, её хрупкость, а затем что-то, что было бы более интимным, более похожим на то, какая она в жизни ".
В конце 2022 года начались съёмки в Исландии, затем в Финистере, Бретани, на пляже Мину в Плузане и в Абер-Враке в Ландеде.
Премьера фильма состоялась 16 сентября 2023 года на фестивале Festival du film français d’Helvétie.
Выход в широкий кинопрокат во Франции состоялся 6 декабря 2023 года.

## Восприятие
В рецензии для Film. ru Максим Ершов пишет: «В фильме зрелищность отходит на второй план. Фактически это семейная драма. Удивительно, что талантливый сценарист Бидеген не смог придумать ничего оригинального и решил в сотый раз поведать о трудностях жизни на необитаемом острове. На языке авторского кино разговор получился пресным и утомительным».